# 鳥井博郎
鳥井 博郎（とりい ひろお／はくろう、1911年2月25日 - 1953年11月20日）は、日本の思想史家。

## 略歴
兵庫県神戸市出身。1934年東京帝国大学文学部哲学科卒。1933年唯物論研究会に参加。1934年三枝博音の「日本哲学全書」「日本科学古典全書」編集に協力。治安維持法違反で検挙され、拘留中の39年応召、病気で除隊となる。戦後は鎌倉アカデミア教授を務め、唯物論の立場から日本宗教史、明治思想史などを研究したが41歳で死去した。

## 著書
- 『明治思想史 唯物論全書』三笠書房 1935
- 『ディドロ フランス啓蒙思想への一研究』国土社 1948
- 『明治思想史』河出書房 日本近代史叢書 1953

### 共著
- 『日本宗教思想史』三枝博音共著 三笠書房 1938
- 『日本の産業につくした人々』三枝博音共著 毎日新聞社 毎日少年ライブラリー 1954

### 翻訳
- ヘーゲル『宗教哲学 上巻』共訳 モナス 1933
- ヘフディング『哲学者としてのキエルケゴール』第一書房 1935
- ジョン・ロック『デモクラシイの本質』若草書房 1948
- U.ヴェント『技術と文化』三枝博音共訳 創元社 創元科学叢書 1953